# المتحف النمساوي للفنون التطبيقية
المتحف النمساوي للفنون التطبيقية (بالإنجليزية: Museum of Applied Arts, Vienna)‏ أو اختصارا متحف ماك، هو متحف الفنون الزخرفية، يقع بالدائرة الأولى وسط مدينة فيينا النمساوية. بالإضافة لتركيزه التقليدي على الفنون الزخرفية والتصميم، يولي متحف ماك كذلك اهتماما بالغا بالعمارة والفن المعاصر.

## تاريخ
في 7 مارس 1863، تأسس «المتحف الملكي والامبراطوري النمساوي للفنون والصناعة» (المعروف باسم المتحف النمساوي)، بعد سنوات عديدة من العمل الشاق من طرف رودولف فون إيتلبرجر للإمبراطور فرانتس يوزف الأول، بمبادرة من ابن عمه الأرشيدوق رينر فرديناند. حيث تم تعيين رودولف فون إيتلبرجر، الذي هو أول أستاذ في تاريخ الفن في جامعة فيينا، كمدير للمتحف.
المتحف أساسا كان يتبع نموذج متحف جنوب كنسينغتون (المسمى الآن متحف فكتوريا وألبرت) الذي تأسست في سنة 1852 بلندن. فكان الهدف من وراء إنشائه هو  أن يكون مكانا لإلهام الفنانين والصناعيين وحتى الجمهور وأن يكون بمثابة أرضية لتدريب المبدعين والحرفيين. افتتح المتحف رسميا في12 مايو 1864 بقاعة «هوفبرج».
بعد ثلاث سنوات، في سنة 1867، تأسست المدرسة الملكية والإمبراطورية للفنون الزخرفية التابعة للمتحف الملكي والإمبراطوري النمساوي للفنون والصناعة (التي تسمى اليوم «كلية الفنون التطبيقية»). بتأسيس هذه المدرسة تم أخيرا الجمع بين التدريب العملي والنظري.
بحلول سنة 1868 كانت هذه المدرسة جاهزة وتم افتتاحها، في البداية في مبنى مصنع البنادق السابق في زاوية وهرينجر ستري وشوارزسبانيرستراي (أين يقع اليوم معهد التشريح الذي بني في عام 1886). في سنة 1907، حصل متحف الفنون والصناعة على معظم مجموعته من المتحف الإمبراطوري الملكي النمساوي للتجارة.
بعد إنشاء الجمهورية الأولى للنمسا، تم التبرع
بالممتلكات القديمة لعائلة هابسبورغ الملكية (مثل السجاد الشرقي وغيره) للمتحف.
في سنة 1936 وفي سنة 1940، باع متحف فيينا لتاريخ الفن بعضا من منحوتاته ومجموعة المتضمنة لقطع من العصور القديمة إلى متحف ستوبينرينغ، وفي المقابل، حصل على قطع فنية زخرفية من مجموعة فيجدور.
بعد ضم النمسا من قبل مملكة ألمانيا، تم تغيير اسم المتحف في سنة 1938، ليصبح تحت اسم «المتحف الوطني للفنون الزخرفية في فيينا» (Staatliches Kunstgewerbemuseum in Wien).بين سنتي 1935 و1945، استعادت المتاحف العديد من مجموعات الخاصة تم الاستيلاء عليها. وبهذه الطريقة تم إثراء مجموعات المتحف الوطني للفنون الزخرفية في فيينا. 
انطلاقا من سنة 1998، كان بالإمكان استعادة عدد كبير من الأعمال الفنية بفضل بحث المنشأ.
في سنة 1947، تم تغيير اسم المتحف من جديد ليصبح تحت مسمى «متحف الفنون التطبيقية» (ماك). بحلول سنة 1949، أعاد المتحف فتح أبوابه بعد أن تم إصلاح الأضرار الناجمة عن الحرب. بعد افتتاحه، استضاف المتحف مجموعة متنوعة ومثيرة للإعجاب للدكتور فرانز سوبيك المؤلفة من ساعات (تتألف من نماذج ساعات الفيينية (فيينا) يرجع تاريخها لسنوات 1760s إلى منتصف القرن 20) بالإضافة إلى مجموعة أثاث من 1800 إلى 1840 ترجع ملكيتها للمتحف.
بحلول نهاية الثمانينيات، أجرى المتحف أعمال تجديد (إعادة تصميم الواجهة، صباغة بعض المساحات الداخلية) لكي يستعيد المتحف مظهره الأصلي.
في سنة 1986، اسندت مهمة إدارة المتحف لبيتر نويفر، هذا الأخير الذي أحدث تغييرا في سياسة المتحف ليركز بشكل أكبر على جمع قطع الفن المعاصر.
في سنة 1994، أصبح برج معركة أرنبرغ بارك (أحد الأبراج الستة التي بنيت في فيينا خلال الحرب العالمية الثانية) فرعا جديدا للمتحف. بحلول سنة 1995 أصبح مستودع لماك للفن المعاصر، حيث يتم عرض العديد من قطع الفن المعاصر الرئيسية على الساحة الدولية. بين عامي 2001 و 2002، أخرج المتحف لأرض الوجود مايسمى بمشروع برج الفن المعاصر "CAT" (Contemporary Art Tower). بعد ظهوره في نيويورك ثم لوس أنجلوس ثم موسكو وبرلين، انتقل أخيرا إلى فيينا. يهدف المشروع أساسا إلى تحويل برج معركة أرنبرغ إلى مركز حقيقي للفن المعاصر من أجل تلبية المطالب المعقدة للإنتاج الفني المعاصر.

## المدراء
- رودولف إيتيلبيرغر (1885-1863).
- جاكوب فون فالك  (1885-1895).
- برونو بوشر       (1897-1895).
- آرثر فون سكالا   (1909-1897).
- إدوارد ليشينغ     (1925-1909).
- هيرمان ترينكوالد  (1925-1927).
- أغسطس شيستاغ (1927-1932).
- ريتشارد إرنست   (1950-1932).
- ايجنز شلوسر     (1958-1950).
- فيكتور غريسماير  (1958-1968).
- ويلهلم مرازك     (1978-1968).
- جيرهارد إيغر     (1981-1978).
- هيربرت فوكس  (1984-1981).
- لودفيغ نوستيفتر (مدير مؤقت 1986-1984).
- بيتر نويفر        (2011-1986).
- مارتينا فريتش (مدير مؤقت من فبراير إلى أغسطس 2011).
- كريستوف هوهينستيان (منذ سبتمبر 2011).

## التميز
تحصل المتحف النمساوي للفنون التطبيقية في سنة 1996 على جائزة متحف مجلس أوروبا.